# Mehdīābād-e Soflá
Mehdīābād-e Soflá (persiska: مهدی آباد سفلی) är en ort i Iran.   Den ligger i provinsen Kermanshah, i den västra delen av landet, 400 km väster om huvudstaden Teheran. Mehdīābād-e Soflá ligger 1 525 meter över havet och antalet invånare är 217.
Terrängen runt Mehdīābād-e Soflá är kuperad åt sydost, men åt nordväst är den platt. Runt Mehdīābād-e Soflá är det ganska tätbefolkat, med 139 invånare per kvadratkilometer. Närmaste större samhälle är Sarāb-e Sar Fīrūzābād, 7,8 km öster om Mehdīābād-e Soflá. Trakten runt Mehdīābād-e Soflá består till största delen av jordbruksmark.